# Birgitte Larsen
Birgitte Larsen, född den 15 september 1981 i Kvinesdal, är en norsk skådespelerska utbildad vid Statens teaterhøgskole.
Hon debuterade 2003 vid Det Norske Teatret som Angel i Bikubesong av Frode Grytten, och har varit knuten till Nationaltheatret från 2004. Här har hon bland annat haft roller som Media i Euripides Backanterna, den yngsta dottern i Lars Noréns Krig, Hedvig i Henrik Ibsens Vildanden och den unga kvinnan i Jon Fosses Svevn. För rollen som dottern Laura i Glasmenageriet av Tennessee Williams mottog hon Heddaprisen 2007 för bästa kvinnliga huvudroll.
Från hösten 2007 till våren 2009 var Larsen med i den konstnärliga ledningen av Torshovsteatret. Den första uppsättningen med den nya ledningen var Goethes Faust, där hon har flera roller. Hon spelade också i filmen Den brysomme mannen (2006) och var Hedvig Ibsen i tv-serien En udødelig mann (2006).